# 야마노테센 게임
야마노테센 게임(일본어: 山手線ゲーム 야마노테센 게무[*]) 또는 고콘토자(일본어: 古今東西→고금동서)는 연회 및 미팅 자리에서 많은 사람이 하는 게임 중 하나이다. 게임 이름의 유래는 야마노테 선 (야마노테센)의 역명이 자주 사용된 데서 유래한다. 하나의 주제를 정해 그 주제에 따른 사물 등을 차례대로 말하는 게임이다. 이미 말한 사물은 말할 수 없다. 일반적으로 이미 말한 사물을 다시 말한 사람이 진다. 변형 룰로 블랙 야마노테센 게임이 있다. 이는 미리 주제를 알려주지 않고 진행하는 게임으로, 이름은 주제가 어둠에 가려진 상태로 있다는 것에서 유래되었다.